# Ronde van Romandië 2023 (mannen)
De Ronde van Romandië voor mannen werd in 2023 verreden van 25 tot en met 30 april in Romandië, Zwitserland. Het was de 76e editie van deze meerdaagse wielerkoers. De start vond plaats in Port-Valais en Genève was de finishplaats. De winnaar van de vorige editie Aleksandr Vlasov werd opgevolgd door de Brit Adam Yates.
Voor de tweede keer werd later in het jaar ook een vrouweneditie verreden.

## Mannen

### Deelnemende ploegen
De achttien UCI World Tour-teams van dit seizoen plus drie Proteams en een Zwitserse nationale selectie startten met zeven renners per team wat het deelnemersveld op 154 bracht.

### Etappe-overzicht
| Etappe    | Datum    | Startplaats        | Finishplaats       | Afstand  | Type                | Winnaar          | Klassementsleider |
| --------- | -------- | ------------------ | ------------------ | -------- | ------------------- | ---------------- | ----------------- |
| Proloog   | 25 april | Port-Valais        | Port-Valais        | 6,82 km  | Proloog             | Josef Černý      | Josef Černý       |
| 1e etappe | 26 april | Crissier           | Vallei van Joux    | 170,9 km | Heuvelrit           | Ethan Vernon     | Ethan Vernon      |
| 2e etappe | 27 april | Morteau            | La Chaux-de-Fonds  | 162,7 km | Heuvelrit           | Ethan Hayter     | Ethan Hayter      |
| 3e etappe | 28 april | Châtel-Saint-Denis | Châtel-Saint-Denis | 18,75 km | Individuele tijdrit | Juan Ayuso       | Juan Ayuso        |
| 4e etappe | 29 april | Sion               | Thyon 2000         | 161,6 km | Bergrit             | Adam Yates       | Adam Yates        |
| 5e etappe | 30 april | Vufflens-la-Ville  | Genève             | 170,8 km | Heuvelrit           | Fernando Gaviria | Adam Yates        |

### Klassementenverloop
| Etappe       | Winnaar          | Algemeen klassement · | Puntenklassement · | Bergklassement · | Jeugdklassement · | Ploegenklassement | Strijdlust       |
| ------------ | ---------------- | --------------------- | ------------------ | ---------------- | ----------------- | ----------------- | ---------------- |
| P            | Josef Černý      | Josef Černý           | Josef Černý        | niet uitgereikt  | Ethan Vernon      | Soudal Quick-Step | niet uitgereikt  |
| 1            | Ethan Vernon     | Ethan Vernon          | Ethan Vernon       | Julien Bernard   | Ethan Vernon      | Soudal Quick-Step | Julien Bernard   |
| 2            | Ethan Hayter     | Ethan Hayter          | Ethan Hayter       | Julien Bernard   | Juan Ayuso        | UAE Team Emirates | Gleb Broessenski |
| 3            | Juan Ayuso       | Juan Ayuso            | Ethan Hayter       | Julien Bernard   | Juan Ayuso        | UAE Team Emirates | niet uitgereikt  |
| 4            | Adam Yates       | Adam Yates            | Ethan Hayter       | Julien Bernard   | Matteo Jorgenson  | UAE Team Emirates | Thomas De Gendt  |
| 5            | Fernando Gaviria | Adam Yates            | Ethan Hayter       | Julien Bernard   | Matteo Jorgenson  | UAE Team Emirates | Alexander Kamp   |
| 0Eindstanden | 0Eindstanden     | Adam Yates            | Ethan Hayter       | Julien Bernard   | Matteo Jorgenson  | UAE Team Emirates | Julien Bernard   |

Mannen: 1947 · 1948 · 1949 · 1950 · 1951 · 1952 · 1953 · 1954 · 1955 · 1956 · 1957 · 1958 · 1959 · 1960 · 1961 · 1962 · 1963 · 1964 · 1965 · 1966 · 1967 · 1968 · 1969 · 1970 · 1971 · 1972 · 1973 · 1974 · 1975 · 1976 · 1977 · 1978 · 1979 · 1980 · 1981 · 1982 · 1983 · 1984 · 1985 · 1986 · 1987 · 1988 · 1989 · 1990 · 1991 · 1992 · 1993 · 1994 · 1995 · 1996 · 1997 · 1998 · 1999 · 2000 · 2001 · 2002 · 2003 · 2004 · 2005 · 2006 · 2007 · 2008 · 2009 · 2010 · 2011 · 2012 · 2013 · 2014 · 2015 · 2016 · 2017 · 2018 · 2019 · 2020 · 2021 · 2022 · 2023 · 2024 · 2025
Vrouwen: 2022 · 2023 · 2024 · 2025
Tour Down Under ·
Great Ocean Road Race ·
Ronde van de Verenigde Arabische Emiraten ·
Omloop Het Nieuwsblad ·
Strade Bianche ·
Parijs-Nice · 
Tirreno-Adriatico · 
Milaan-San Remo ·
Ronde van Catalonië ·
Classic Brugge-De Panne ·
E3 Saxo Bank Classic ·
Gent-Wevelgem ·
Dwars door Vlaanderen ·
Ronde van Vlaanderen ·
Ronde van het Baskenland ·
Parijs-Roubaix ·
Amstel Gold Race ·
Waalse Pijl ·
Luik-Bastenaken-Luik ·
Ronde van Romandië ·
Eschborn-Frankfurt ·
Ronde van Italië ·
Critérium du Dauphiné ·
Ronde van Zwitserland ·
Ronde van Frankrijk ·
Clásica San Sebastián ·
Ronde van Polen ·
BEMER Cyclassics ·
Renewi Tour ·
Ronde van Spanje ·
Bretagne Classic ·
GP van Quebec ·
GP van Montréal ·
Ronde van Lombardije ·
Ronde van Guangxi